# Bariadi (stad)
Bariadi is een stad in Tanzania. Het is de hoofdplaats van het gelijknamige district en sinds 2012 van de dat jaar gecreëerde regio Simiyu. In 2012 telde Bariadi 155.620 inwoners.